# Хронологія світових рекордів з плавання на дистанції 800 метрів вільним стилем

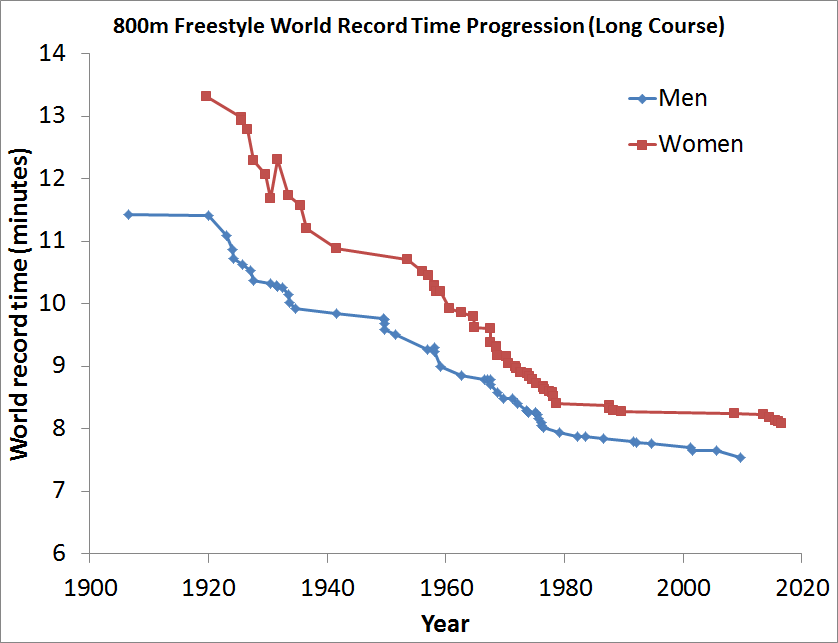
Графіки встановлення світових рекордів з плавання на дистанції 800 м вільним стилем

У цій статті представлено хронологію світових рекордів з плавання на 800 метрів вільним стилем на довгій (50 метрів) та короткій воді (25 метрів).
Різке поліпшення світових рекордів у 2008/2009 роках збіглося в часі з запровадженням поліуретанових плавальних костюмів фірм Speedo (LZR, 50% поліуретану) 2008 року та Arena (X-Glide), Adidas (Hydrofoil), Jaked (всі зі 100% поліуретану) 2009 року. У січні 2010 FINA заборонила плавальні костюми зроблені з будь-якого матеріалу окрім текстилю. Крім того, FINA опублікувала список дозволених плавальних костюмів.

## Чоловіки

### На довгій воді
.
| #  | Час     |      | Ім'я                | Країна          | Дата            | Змагання                                              | Місце                                                   | Пос.  |
| -- | ------- | ---- | ------------------- | --------------- | --------------- | ----------------------------------------------------- | ------------------------------------------------------- | ----- |
| 1  | 11:25.4 | (yd) | Генрі Тейлор        | Велика Британія | 21 липня 1906   | -                                                     | Ранкорн, Об'єднане Королівство                          |       |
| 2  | 11:24.2 | (yd) | Норман Росс         | США             | 10 січня 1920   | -                                                     | Сідней, Австралія                                       |       |
| 3  | 11:05.2 | (yd) | Бой Чарлтон         | Австралія       | 13 січня 1923   | -                                                     | Сідней, Австралія                                       |       |
| 4  | 10:51.8 | (yd) | Бой Чарлтон         | Австралія       | 19 січня 1924   | -                                                     | Сідней, Австралія                                       |       |
| 5  | 10:43.6 |      | Арне Борґ           | Швеція          | 11 квітня 1924  | -                                                     | Гонолулу, Гаваї                                         |       |
| 6  | 10:37.4 |      | Арне Борґ           | Швеція          | 25 серпня 1925  | -                                                     | Harnäs, Швеція                                          |       |
| 7  | 10:32.0 | (yd) | Бой Чарлтон         | Австралія       | 8 січня 1927    | -                                                     | Сідней, Австралія                                       |       |
| 8  | 10:22.2 | (yd) | Джонні Вайссмюллер  | США             | 27 липня 1927   | -                                                     | Гонолулу, Гаваї                                         |       |
| 9  | 10:19.6 |      | Жан Тарі            | Франція         | 30 травня 1930  | -                                                     | Париж, Франція                                          |       |
| 10 | 10:17.2 |      | Жан Тарі            | Франція         | 9 червня 1931   | -                                                     | Канни, Франція                                          |       |
| 11 | 10:16.6 |      | Сьодзо Макіно       | Японія          | 30 серпня 1931  | -                                                     | Осака, Японія                                           |       |
| 12 | 10:15.6 |      | Жан Тарі            | Франція         | 21 червня 1932  | -                                                     | Канни, Франція                                          |       |
| 13 | 10:08.6 |      | Сьодзо Макіно       | Японія          | 25 червня 1933  | -                                                     | Токіо, Японія                                           |       |
| 14 | 10:01.2 |      | Сьодзо Макіно       | Японія          | 16 вересня 1933 | -                                                     | Токіо, Японія                                           |       |
| 15 | 9:55.8  |      | Сьодзо Макіно       | Японія          | 15 вересня 1934 | -                                                     | Токіо, Японія                                           |       |
| 16 | 9:50.9  |      | Білл Сміт           | США             | 24 липня 1941   | -                                                     | Гонолулу, Гаваї                                         |       |
| 17 | 9:45.6  |      | Хіроношін Фурухаші  | Японія          | 26 червня 1949  | -                                                     | Токіо, Японія                                           |       |
| 18 | 9:45.0  |      | Сіро Хасідзуме      | Японія          | 16 серпня 1949  | -                                                     | Лос-Анджелес, Сполучені Штати Америки                   |       |
| 19 | 9:40.7  |      | Хіроношін Фурухаші  | Японія          | 16 серпня 1949  | -                                                     | Лос-Анджелес, Сполучені Штати Америки                   |       |
| 20 | 9:35.5  |      | Хіроношін Фурухаші  | Японія          | 16 серпня 1949  | -                                                     | Лос-Анджелес, Сполучені Штати Америки                   |       |
| 21 | 9:30.7  |      | Форд Конно          | США             | 7 липня 1951    | -                                                     | Гонолулу, Гаваї                                         |       |
| 22 | 9:15.7  |      | Джордж Брін         | США             | 27 жовтня 1956  | -                                                     | Нью-Гейвен (Коннектикут), Сполучені Штати Америки       |       |
| 23 | 9:17.7  | (yd) | Джон Конрадс        | Австралія       | 11 січня 1958   | -                                                     | Сідней, Австралія                                       |       |
| 24 | 9:14.5  | (yd) | Джон Конрадс        | Австралія       | 22 лютого 1958  | -                                                     | Мельбурн, Австралія                                     |       |
| 25 | 8:59.6  | (yd) | Джон Конрадс        | Австралія       | 10 січня 1959   | -                                                     | Сідней, Австралія                                       |       |
| 26 | 8:51.5  |      | Мюррей Роуз         | Австралія       | 26 серпня 1962  | -                                                     | Лос-Алтос, Сполучені Штати Америки                      |       |
| 27 | 8:47.4  |      | Семен Беліц-Гейман  | СРСР            | 3 серпня 1966   | -                                                     | Харків, Союз Радянських Соціалістичних Республік        |       |
| 28 | 8:47.3  |      | Джон Беннетт        | Австралія       | 16 січня 1967   | -                                                     | Сідней, Австралія                                       |       |
| 29 | 8:46.8  |      | Ален Москоні        | Франція         | 5 липня 1967    | -                                                     | Монако, Монако                                          |       |
| 30 | 8:42.0  |      | Francis Luyce       | Франція         | 21 липня 1967   | -                                                     | Дінар, Франція                                          |       |
| 31 | 8:34.3  | †    | Майк Бертон         | США             | 3 вересня 1968  | Відбіркові змагання до олімпійської збірної США       | Лонг-Біч, Сполучені Штати Америки                       |       |
| 32 | 8:28.8  | †    | Майк Бертон         | США             | 17 серпня 1969  | AAU Nationals                                         | Луїсвілл (Кентуккі), Сполучені Штати Америки            |       |
| 33 | 8:28.6  |      | Ґрем Віндітт        | Австралія       | 3 квітня 1971   | NSW Combined High Schools Championships               | Сідней, Австралія                                       |       |
| 34 | 8:23.8  |      | Бред Купер          | Австралія       | 12 січня 1972   | Чемпіонат Нового Південного Уельсу                    | Сідней, Австралія                                       |       |
| 35 | 8:17.60 | †    | Стівен Голланд      | Австралія       | 5 серпня 1973   | Pre World Championship meet                           | Брисбен, Австралія                                      |       |
| 36 | 8:16.27 | †    | Стівен Голланд      | Австралія       | 8 вересня 1973  | Чемпіонат світу                                       | Белград, Соціалістична Федеративна Республіка Югославія |       |
| 37 | 8:15.88 | †    | Стівен Голланд      | Австралія       | 1 січня 1974    | Ігри Співдружності                                    | Крайстчерч, Нова Зеландія                               |       |
| 38 | 8:15.2  |      | Стівен Голланд      | Австралія       | 17 січня 1975   | Чемпіонат Квінсленду                                  | Брисбен, Австралія                                      |       |
| 39 | 8:15.02 | †    | Стівен Голланд      | Австралія       | 25 січня 1975   | New Zealand Games                                     | Крайстчерч, Нова Зеландія                               |       |
| 40 | 8:13.68 | †    | Тім Шоу             | США             | 21 червня 1975  | Відбіркові змагання до збірної США на чемпіонат світу | Лонг-Біч, Сполучені Штати Америки                       |       |
| 41 | 8:09.60 |      | Тім Шоу             | США             | 13 липня 1975   | Pre World Championship meet                           | Мішн-В'єхо, Сполучені Штати Америки                     |       |
| 42 | 8:06.27 | †    | Стівен Голланд      | Австралія       | 27 лютого 1976  | Відбіркові змагання до олімпійської збірної Австралії | Сідней, Австралія                                       |       |
| 43 | 8:02.91 |      | Стівен Голланд      | Австралія       | 29 лютого 1976  | Відбіркові змагання до олімпійської збірної Австралії | Сідней, Австралія                                       |       |
| 44 | 8:01.54 | †    | Боббі Гаккетт       | США             | 21 червня 1976  | Відбіркові змагання до олімпійської збірної США       | Лонг-Біч, Сполучені Штати Америки                       |       |
| 45 | 7:56.49 | †    | Володимир Сальников | СРСР            | 23 березня 1979 | URSvGDR Duel                                          | Мінськ, Союз Радянських Соціалістичних Республік        |       |
| 46 | 7:52.83 |      | Володимир Сальников | СРСР            | 14 лютого 1982  | Зимовий чемпіонат СРСР                                | Москва, Союз Радянських Соціалістичних Республік        |       |
| 47 | 7:52.23 |      | Володимир Сальников | СРСР            | 14 липня 1983   | Los Angeles International                             | Лос-Анджелес, Сполучені Штати Америки                   | [ 2 ] |
| 48 | 7:50.64 |      | Володимир Сальников | СРСР            | 4 липня 1986    | Ігри доброї волі                                      | Москва, Союз Радянських Соціалістичних Республік        | [ 2 ] |
| 49 | 7:47.85 | †    | Кірен Перкінс       | Австралія       | 25 серпня 1991  | Пантихоокеанський чемпіонат                           | Едмонтон, Канада                                        | [ 3 ] |
| 50 | 7:46.60 |      | Кірен Перкінс       | Австралія       | 16 лютого 1992  | NSW Age Group Championships                           | Сідней, Австралія                                       | [ 4 ] |
| 51 | 7:46.00 | †    | Кірен Перкінс       | Австралія       | 24 серпня 1994  | Ігри Співдружності                                    | Вікторія (Британська Колумбія), Канада                  | [ 5 ] |
| 52 | 7:41.59 |      | Ян Торп             | Австралія       | 26 березня 2001 | Чемпіонат Австралії та відбір на чемпіонат світу      | Гобарт, Австралія                                       | link  |
| 53 | 7:39.16 |      | Ян Торп             | Австралія       | 24 липня 2001   | Чемпіонат світу                                       | Фукуока, Японія                                         | [ 7 ] |
| 54 | 7:38.65 |      | Ґрант Каккетт       | Австралія       | 27 липня 2005   | Чемпіонат світу                                       | Монреаль, Канада                                        | [ 8 ] |
| 55 | 7:32.12 |      | Чжан Лінь           | КНР             | 29 липня 2009   | Чемпіонат світу                                       | Рим, Італія                                             |       |

### На короткій воді
| #   | Час     |  | Ім'я                | Країна    | Дата           | Змагання            | Місце               | Пос.          |
| --- | ------- |  | ------------------- | --------- | -------------- | ------------------- | ------------------- | ------------- |
| WBT | 7:38.90 |  | Володимир Сальников | СРСР      | 13 лютого 1983 | Festival Arena      | Бонн, Німеччина     |               |
| 1   | 7:38.75 |  | Майкл Ґрос          | ФРН       | 3 лютого 1985  | Festival Arena      | Бонн, Німеччина     |               |
| 2   | 7:34.90 |  | Кірен Перкінс       | Австралія | 25 липня 1993  | Grand Prix          | Сідней, Австралія   |               |
| 3   | 7:25.28 |  | Ґрант Гаккетт       | Австралія | 3 серпня 2001  | Чемпіонат Австралії | Перт, Австралія     |               |
| 4   | 7:23.42 |  | Ґрант Гаккетт       | Австралія | 20 липня 2008  | Чемпіонат Вікторії  | Мельбурн, Австралія | [ 9 ]         |
| 5   | 7:20.46 |  | Денієл Віффен       | Ірландія  | 10 грудня 2023 | Чемпіонат Європи    | Отопень, Румунія    | [ 10 ] [ 11 ] |

## Жінки

### На довгій воді
| #  | Час     |      | Ім'я               | Країна          | Дата            | Змагання                                                        | Місце                                                   | Пос.   |
| -- | ------- | ---- | ------------------ | --------------- | --------------- | --------------------------------------------------------------- | ------------------------------------------------------- | ------ |
| 1  | 13:19.0 | (yd) | Ґертруда Едерле    | США             | 17 серпня 1919  | -                                                               | Індіанаполіс, Сполучені Штати Америки                   |        |
| 2  | 12:58.2 | (yd) | Етел Мак-Ґарі      | США             | 6 серпня 1925   | -                                                               | Детройт, Сполучені Штати Америки                        |        |
| 3  | 12:56.0 | (yd) | Етел Мак-Ґарі      | США             | 15 серпня 1925  | -                                                               | Індіанаполіс, Сполучені Штати Америки                   |        |
| 4  | 12:47.2 | (yd) | Марта Нореліус     | США             | 7 серпня 1926   | -                                                               | Філадельфія, Сполучені Штати Америки                    |        |
| 5  | 12:17.8 | (yd) | Марта Нореліус     | США             | 31 липня 1927   | -                                                               | Массапіква (Нью-Йорк), Сполучені Штати Америки          |        |
| 6  | 12:03.8 | (yd) | Джосефін Маккім    | США             | 10 серпня 1929  | -                                                               | Гонолулу, Гаваї                                         |        |
| 7  | 11:41.2 | (yd) | Гелен Медісон      | США             | 6 липня 1930    | -                                                               | Лонг-Біч, Сполучені Штати Америки                       |        |
| 8  | 12:18.8 |      | Ївонн Годар        | Франція         | 23 липня 1931   | -                                                               | Париж, Франція                                          |        |
| 9  | 11:44.0 | (yd) | Ленор Кайт         | США             | 23 липня 1933   | -                                                               | Jones Beach, New York, Сполучені Штати Америки          |        |
| 10 | 11:34.4 | (yd) | Ленор Кайт         | США             | 21 липня 1935   | -                                                               | Мангеттен-Біч (Каліфорнія), Сполучені Штати Америки     |        |
| 11 | 11:11.7 |      | Раґнгільд Гвеґер   | Данія           | 3 липня 1936    | -                                                               | Копенгаген, Данія                                       |        |
| 12 | 10:52.5 |      | Раґнгільд Гвеґер   | Данія           | 13 серпня 1941  | -                                                               | Копенгаген, Данія                                       |        |
| 13 | 10:42.4 |      | Валерія Дьєнге     | Угорщина        | 28 червня 1953  | -                                                               | Будапешт, Угорщина                                      |        |
| 14 | 10:30.9 |      | Лоррейн Крепп      | Австралія       | 14 січня 1956   | -                                                               | Сідней, Австралія                                       |        |
| 15 | 10:27.3 |      | Марі Кок           | Нідерланди      | 16 лютого 1957  | -                                                               | Дурбан, Південно-Африканська Республіка                 |        |
| 16 | 10:17.7 | (yd) | Ілза Конрадс       | Австралія       | 9 січня 1958    | -                                                               | Сідней, Австралія                                       |        |
| 17 | 10:16.2 | (yd) | Ілза Конрадс       | Австралія       | 20 лютого 1958  | -                                                               | Мельбурн, Австралія                                     |        |
| 18 | 10:11.8 | (yd) | Ілза Конрадс       | Австралія       | 13 червня 1958  | -                                                               | Таунсвілл, Австралія                                    |        |
| 19 | 10:11.4 | (yd) | Ілза Конрадс       | Австралія       | 19 лютого 1959  | -                                                               | Гобарт, Австралія                                       |        |
| 20 | 9:55.6  |      | Яне Седерквіст     | Швеція          | 17 серпня 1960  | -                                                               | Уппсала, Швеція                                         |        |
| 21 | 9:51.6  |      | Каролін Гаус       | США             | 26 серпня 1962  | -                                                               | Лос-Алтос, Сполучені Штати Америки                      |        |
| 22 | 9:47.3  |      | Патті Каретто      | США             | 30 липня 1964   | -                                                               | Лос-Алтос, Сполучені Штати Америки                      |        |
| 23 | 9:36.9  |      | Шерон Фіннеран     | США             | 28 вересня 1964 | -                                                               | Лос-Анджелес, Сполучені Штати Америки                   |        |
| 24 | 9:35.8  | †    | Деббі Меєр         | США             | 9 липня 1967    | Santa Clara Invitational                                        | Санта-Клара (Каліфорнія), Сполучені Штати Америки       |        |
| 25 | 9:22.9  |      | Деббі Меєр         | США             | 29 липня 1967   | Панамериканські ігри                                            | Вінніпег, Канада                                        |        |
| 26 | 9:19.0  | †    | Деббі Меєр         | США             | 21 липня 1968   | -                                                               | Лос-Анджелес, Сполучені Штати Америки                   |        |
| 27 | 9:17.8  |      | Деббі Меєр         | США             | 4 серпня 1968   | AAU Nationals                                                   | Лінкольн (Небраска), Сполучені Штати Америки            |        |
| 28 | 9:10.4  |      | Деббі Меєр         | США             | 28 серпня 1968  | Відбіркові змагання до олімпійської збірної США (елек. 9:10.36) | Лос-Анджелес, Сполучені Штати Америки                   |        |
| 29 | 9:09.1  |      | Керен Морас        | Австралія       | 1 березня 1970  | Чемпіонат Австралії                                             | Сідней, Австралія                                       |        |
| 30 | 9:02.45 |      | Керен Морас        | Австралія       | 18 липня 1970   | Ігри Співдружності                                              | Единбург, Об'єднане Королівство                         |        |
| 31 | 8:59.4  |      | Енн Сіммонс        | США             | 10 вересня 1971 | USAvURSvGBR meet (елек. 8:59.37)                                | Мінськ, Союз Радянських Соціалістичних Республік        |        |
| 32 | 8:58.1  |      | Шейн Ґоулд         | Австралія       | 3 грудня 1971   | -                                                               | Сідней, Австралія                                       |        |
| 33 | 8:53.83 |      | Джо Гаршбарґер     | США             | 6 серпня 1972   | Відбіркові змагання до олімпійської збірної США                 | Чикаго, Сполучені Штати Америки                         |        |
| 34 | 8:53.68 |      | Кіна Ротгаммер     | США             | 3 вересня 1972  | Олімпійські ігри                                                | Мюнхен, Федеративна Республіка Німеччина (1949—1990)    |        |
| 35 | 8:52.97 |      | Новелла Каллігаріс | Італія          | 9 вересня 1973  | Чемпіонат світу                                                 | Белград, Соціалістична Федеративна Республіка Югославія |        |
| 36 | 8:50.1  |      | Дженніфер Туррелл  | Австралія       | 5 січня 1974    | Чемпіонат Нового Південного Уельсу                              | Сідней, Австралія                                       |        |
| 37 | 8:47.66 | †    | Джо Гаршбарґер     | США             | 25 серпня 1974  | AAU Nationals                                                   | Конкорд (Каліфорнія), Сполучені Штати Америки           |        |
| 38 | 8:47.59 |      | Джо Гаршбарґер     | США             | 31 серпня 1974  | USAvGDR Duel                                                    | Конкорд (Каліфорнія), Сполучені Штати Америки           |        |
| 39 | 8:43.48 |      | Дженніфер Туррелл  | Австралія       | 31 березня 1975 | Coca-Cola International                                         | Лондон, Об'єднане Королівство                           |        |
| 40 | 8:40.68 |      | Петра Тюмер        | НДР             | 4 червня 1976   | Відбіркові змагання до олімпійської збірної НДР                 | Східний Берлін, НДР                                     |        |
| 41 | 8:39.63 |      | Ширлі Бабашофф     | США             | 21 червня 1976  | Відбіркові змагання до олімпійської збірної США                 | Лонг-Біч, Сполучені Штати Америки                       |        |
| 42 | 8:37.14 |      | Петра Тюмер        | НДР             | 25 липня 1976   | Олімпійські ігри                                                | Монреаль, Канада                                        |        |
| 43 | 8:35.04 |      | Петра Тюмер        | НДР             | 9 липня 1977    | GDR Nationals & European Championship Trials                    | Лейпциг, НДР                                            |        |
| 44 | 8:34.86 |      | Мішель Форд        | Австралія       | 6 січня 1978    | KBI meet                                                        | Брисбен, Австралія                                      |        |
| 45 | 8:31.30 |      | Мішель Форд        | Австралія       | 21 січня 1978   | Чемпіонат Нового Південного Уельсу                              | Сідней, Австралія                                       |        |
| 46 | 8:30.53 |      | Трейсі Вікгем      | Австралія       | 21 лютого 1978  | Чемпіонат Австралії                                             | Брисбен, Австралія                                      |        |
| 47 | 8:24.62 |      | Трейсі Вікгем      | Австралія       | 5 серпня 1978   | Ігри Співдружності                                              | Едмонтон, Канада                                        |        |
| 48 | 8:22.44 |      | Дженет Еванс       | США             | 27 липня 1987   | Чемпіонат США і відбіркові змагання на Панамериканські ігри     | Кловіс (Каліфорнія), Сполучені Штати Америки            |        |
| 49 | 8:19.53 |      | Анке Мерінґ        | НДР             | 19 серпня 1987  | Чемпіонат Європи                                                | Страсбург, Франція                                      |        |
| 50 | 8:17.12 |      | Янеt Еванс         | США             | 22 березня 1988 | Весняний чемпіонат США                                          | Орландо, Сполучені Штати Америки                        |        |
| 51 | 8:16.22 |      | Янеt Еванс         | США             | 20 серпня 1989  | Пантихоокеанський чемпіонат                                     | Токіо, Японія                                           |        |
| 52 | 8:14.10 |      | Ребекка Едлінгтон  | Велика Британія | 16 серпня 2008  | Олімпійські ігри                                                | Пекін, Китай                                            | [ 12 ] |
| 53 | 8:13.86 |      | Кейті Ледекі       | США             | 3 серпня 2013   | Чемпіонат світу                                                 | Барселона, Іспанія                                      |        |
| 54 | 8:11.00 |      | Кейті Ледекі       | США             | 22 червня 2014  | Woodlands Senior Invitational Meet                              | Шенандоа, Сполучені Штати Америки                       | [ 13 ] |
| 55 | 8:07.39 |      | Кейті Ледекі       | США             | 8 серпня 2015   | Чемпіонат світу                                                 | Казань, Росія                                           | [ 14 ] |
| 56 | 8:06.68 |      | Кейті Ледекі       | США             | 17 січня 2016   | Arena Pro Swim Series                                           | Остін, Сполучені Штати Америки                          | [ 15 ] |
| 57 | 8:04.79 |      | Кейті Ледекі       | США             | 12 серпня 2016  | Олімпійські ігри                                                | Ріо-де-Жанейро, Бразилія                                | [ 16 ] |
| 58 | 8:04.12 |      | Кейті Ледекі       | США             | 3 травня 2025   | TYR Pro Swim Series                                             | Форт-Лодердейл, Сполучені Штати Америки                 |        |

### На короткій воді
| #   | Час     |  | Ім'я            | Країна  | Дата              | Змагання                                         | Місце                                 | Пос.                 |
| --- | ------- |  | --------------- | ------- | ----------------- | ------------------------------------------------ | ------------------------------------- | -------------------- |
| WBT | 8:15.34 |  | Астрід Штраус   | НДР     | 7 лютого 1987     | Bonn Arena Festival                              | Бонн, Німеччина                       | [ 18 ] [ 19 ] [ 20 ] |
| 1   | 8:15.15 |  | Чень Хуа        | КНР     | 2 грудня 2001     | Кубок світу                                      | Шанхай, Китай                         | [ 19 ] [ 21 ]        |
| 2   | 8:14.35 |  | Сачіко Ямада    | Японія  | 4 лютого 2002     | Чемпіонат Японії на короткій воді                | Токіо, Японія                         | [ 21 ]               |
| 3   | 8:11.25 |  | Лор Маноду      | Франція | 9 грудня 2005     | Чемпіонат Європи з плавання на короткій воді     | Trieste, Італія                       |                      |
| 4   | 8:09.68 |  | Кейт Зіглер     | США     | 12 жовтня 2007    | Alex Athletics Jubiläums Challenge               | Ессен, Німеччина                      |                      |
| 5   | 8:08.00 |  | Кейт Зіглер     | США     | 14 жовтня 2007    | Alex Athletics Jubiläums Challenge               | Ессен, Німеччина                      | [ 22 ]               |
| 6   | 8:04.53 |  | Алессія Філіппі | Італія  | 12 грудня 2008    | Чемпіонат Європи з плавання на короткі воді 2008 | Рієка, Хорватія                       | [ 23 ]               |
| 7   | 8:01.06 |  | Камій Мюффа     | Франція | 16 листопада 2012 | Чемпіонат Франції                                | Анже, Франція                         | [ 24 ]               |
| 8   | 7:59.34 |  | Мірея Бельмонте | Іспанія | 10 серпня 2013    | Кубок світу                                      | Берлін, Німеччина                     | [ 25 ]               |
| 9   | 7:57.42 |  | Кейті Ледекі    | США     | 5 листопада 2022  | Кубок світу                                      | Індіанаполіс, Сполучені Штати Америки | [ 26 ]               |

## Найкращі 25 за увесь час

### Чоловіки на довгій воді
- Актуально станом на лютий 2024[27]

| Міс. | Час     | Плавець                     | Дата           | Місце     | Пос.   |
| ---- | ------- | --------------------------- | -------------- | --------- | ------ |
| 1    | 7:32.12 | Чжан Лінь (CHN)             | 29 липня 2009  | Рим       |        |
| 2    | 7:35.27 | Уссама Меллулі (TUN)        | 29 липня 2009  | Рим       |        |
| 3    | 7:37.00 | Ахмед Аюб Хафнауї (TUN)     | 26 липня 2023  | Фукуока   | [ 28 ] |
| 4    | 7:37.76 | Семюел Шорт (AUS)           | 26 липня 2023  | Фукуока   | [ 28 ] |
| 5    | 7:38.57 | Сунь Ян (CHN)               | 27 липня 2011  | Шанхай    |        |
| 6    | 7:38.65 | Ґрант Гаккетт (AUS)         | 27 липня 2005  | Монреаль  |        |
| 7    | 7:38.67 | Роберт Фінк (USA)           | 26 липня 2023  | Фукуока   | [ 28 ] |
| 8    | 7:39.16 | Ян Торп (AUS)               | 24 липня 2001  | Фукуока   |        |
| 9    | 7:39.19 | Денієл Віффен (IRE)         | 26 липня 2023  | Фукуока   | [ 28 ] |
| 10   | 7:39.27 | Грегоріо Пальтріньєрі (ITA) | 24 липня 2019  | Кванджу   |        |
| 11   | 7:39.48 | Лукас Мертенс (GER)         | 26 липня 2023  | Фукуока   | [ 28 ] |
| 12   | 7:39.63 | Флоріан Веллброк (GER)      | 21 червня 2022 | Будапешт  | [ 29 ] |
| 13   | 7:40.05 | Михайло Романчук (UKR)      | 21 червня 2022 | Будапешт  | [ 29 ] |
| 14   | 7:40.77 | Габріеле Детті (ITA)        | 26 липня 2017  | Будапешт  |        |
| 15   | 7:41.28 | Генрік Крістіансен (NOR)    | 24 липня 2019  | Кванджу   |        |
| 16   | 7:41.73 | Войцех Войдак (POL)         | 26 липня 2017  | Будапешт  |        |
| 17   | 7:41.77 | Свен Шварц (GER)            | 13 серпня 2023 | Dublin    | [ 30 ] |
| 18   | 7:41.86 | Раян Кокрейн (CAN)          | 27 липня 2011  | Шанхай    |        |
| 19   | 7:42.08 | Давід Обрі (FRA)            | 24 липня 2019  | Кванджу   |        |
| 20   | 7:42.47 | Aleksandr Stepanov (RUS)    | 18 квітня 2023 | Казань    |        |
| 21   | 7:42.51 | Джек Маклафлін (AUS)        | 14 червня 2021 | Аделаїда  |        |
| 22   | 7:42.95 | Елайджа Віннінґтон (AUS)    | 14 лютого 2024 | Доха      | [ 31 ] |
| 23   | 7:43.37 | Лоренцо Галоссі (ITA)       | 13 серпня 2022 | Рим       | [ 32 ] |
| 24   | 7:43.60 | Майкл Макбрум (USA)         | 31 липня 2013  | Барселона |        |
| 25   | 7:43.74 | Зейн Грот (USA)             | 9 серпня 2018  | Токіо     |        |

#### Нотатки
Нижче подано список інших часів, однакових або кращих за 7:43.74:
- Роберт Фінк проплив ще за 7:39.36 (2022), 7:40.34 (2023), 7:41.87 (2021), 7:42.72 (2021), 7:43.32 (2022).
- Сунь Ян проплив ще за 7:39.96 (2015), 7:41.36 (2013).
- Грегоріо Пальтріньєрі проплив ще за 7:40.22 (2020), 7:40.81 (2015), 7:40.86 (2022), 7:41.19 (2022), 7:41.96 (2021), 7:42.11 (2021), 7:42.33 (2016), 7:42.44 (2017), 7:42.98 (2024), 7:43.01 (2014), 7:43.62 (2021).
- Ґрант Гаккетт проплив ще за 7:40.34 (2001), 7:43.16 (2005).
- Семюел Шорт проплив ще за 7:40.39 (2023), 7:40.90 (2023), 7:42.96 (2023).
- Денієл Віффен проплив ще за 7:40.94 (2024).
- Михайло Романчук проплив ще за 7:41.28 (2021), 7:42.33 (2021), 7:42.49 (2019), 7:42.61 (2021), 7:42.96 (2018), 7:43.08 (2023).
- Лукас Мертенс проплив ще за 7:41.43 (2022), 7:42.04 (2023), 7:42.14 (2023), 7:42.65 (2022).
- Ян Торп проплив ще за 7:41.59 (2001).
- Габріеле Детті проплив ще за 7:41.64 (2017), 7:42.74 (2014), 7:43.06 (2016), 7:43.52 (2016).
- Флоріан Веллброк проплив ще за 7:41.77 (2021), 7:42.68 (2021), 7:42.99 (2023), 7:43.03 (2019), 7:43.10 (2022).
- Уссама Меллулі проплив ще за 7:41.82 (2009).
- Раян Кокрейн проплив ще за 7:41.92 (2009), 7:43.61 (2009, 2013), 7:43.70 (2013).
- Ахмед Аюб Хафнауї проплив ще за 7:41.97 (2023).
- Джек Маклафлін проплив ще за 7:42.64 (2019).
- Свен Шварц проплив ще за 7:43.43 (2023).

### Чоловіки на короткій воді
- Актуально станом на грудень 2023[33]

| Міс. | Час     | Плавець                      | Дата              | Місце           | Пос.   |
| ---- | ------- | ---------------------------- | ----------------- | --------------- | ------ |
| 1    | 7:20.46 | Денієл Віффен (IRL)          | 10 грудня 2023    | Отопень         | [ 10 ] |
| 2    | 7:23.42 | Ґрант Гаккетт (AUS)          | 20 липня 2008     | Мельбурн        |        |
| 3    | 7:25.73 | Михайло Романчук (UKR)       | 21 листопада 2020 | Будапешт        |        |
| 4    | 7:25.78 | Генрік Крістіансен (NOR)     | 21 листопада 2020 | Будапешт        |        |
| 5    | 7:27.94 | Грегоріо Пальтріньєрі (ITA)  | 7 листопада 2021  | Казань          | [ 34 ] |
| 6    | 7:27.99 | Флоріан Веллброк (GER)       | 7 листопада 2021  | Казань          | [ 34 ] |
| 7    | 7:29.17 | Яннік Аньєль (FRA)           | 16 листопада 2012 | Анже            |        |
| 8    | 7:30.32 | Давід Обрі (FRA)             | 10 грудня 2023    | Отопень         | [ 10 ] |
| 9    | 7:30.41 | Девід Джонстон (USA)         | 24 серпня 2022    | Сідней          | [ 35 ] |
| 10   | 7:31.18 | Федеріко Кольбертальдо (ITA) | 19 грудня 2009    | Манчестер       |        |
| 11   | 7:31.89 | Фелікс Аубек (AUT)           | 21 листопада 2020 | Будапешт        |        |
| 12   | 7:32.77 | Александер Нерґор (DEN)      | 18 грудня 2020    | Гельсінгер      |        |
| 13   | 7:33.01 | Віктор Юханссон (SWE)        | 5 листопада 2023  | Еспоо           | [ 36 ] |
| 14   | 7:33.12 | Логан Фонтен (FRA)           | 17 грудня 2022    | Мельбурн        | [ 37 ] |
| 15   | 7:33.23 | Ян Міцка (CZE)               | 16 листопада 2018 | Пльзень         |        |
| 16   | 7:33.44 | Флоріан Фогель (GER)         | 21 листопада 2015 | Вупперталь      |        |
| 17   | 7:33.60 | Войцех Войдак (POL)          | 19 грудня 2015    | Люблін          |        |
| 18   | 7:33.69 | Ахмед Аюб Хафнауї (TUN)      | 21 грудня 2021    | Абу-Дабі        | [ 38 ] |
| 19   | 7:33.78 | Шьоґо Такеда (JPN)           | 17 грудня 2022    | Мельбурн        | [ 37 ] |
| 20   | 7:33.85 | Свен Шварц (GER)             | 7 листопада 2021  | Казань          | [ 34 ] |
| 21   | 7:33.94 | Чад Ла Туретт (USA)          | 19 грудня 2009    | Велика Британія |        |
| 22   | 7:33.99 | Майкл Макбрум (USA)          | 20 грудня 2013    | Велика Британія |        |
| 23   | 7:34.08 | Luca de Tullio (ITA)         | 10 грудня 2023    | Отопень         | [ 10 ] |
| 24   | 7:34.41 | Zalán Sarkany (HUN)          | 4 листопада 2023  | Debrecen        | [ 39 ] |
| 25   | 7:34.58 | Aleksandr Stepanov (RUS)     | 23 листопада 2023 | Санкт-Петербург | [ 40 ] |

#### Нотатки
Нижче подано список інших часів, однакових або кращих за 7:34.58:
- Ґрант Гаккетт проплив ще за 7:25.28 (2001).
- Денієл Віффен проплив ще за 7:25.96 (2022), 7:33.38 (2023).
- Генрік Крістіансен проплив ще за 7:29.39 (2019), 7:30.79 (2019), 7:31.48 (2022), 7:33.28 (2019).
- Грегоріо Пальтріньєрі проплив ще за 7:29.99 (2022), 7:31.33 (2015).
- Михайло Романчук проплив ще за 7:31.20 (2023), 7:31.92 (2018), 7:33.40 (2021), 7:33.41 (2023).
- Давід Обрі проплив ще за 7:31.60 (2019).
- Флоріан Веллброк проплив ще за 7:32.85 (2021).
- Віктор Юханссон проплив ще за 7:33.11 (2023).
- Фелікс Аубек проплив ще за 7:34.00 (2023).
- Свен Шварц проплив ще за 7:34.05 (2023).
- Девід Джонстон проплив ще за 7:34.33 (2022).

### Жінки на довгій воді
- Актуально станом на лютий 2024[41]

| Міс. | Час     | Плавчиня                  | Дата            | Місце          | Пос.   |
| ---- | ------- | ------------------------- | --------------- | -------------- | ------ |
| 1    | 8:04.79 | Кейті Ледекі (USA)        | 12 серпня 2016  | Ріо-де-Жанейро |        |
| 2    | 8:11.39 | Саммер Макінтош (CAN)     | 8 лютого 2024   | Орландо        | [ 42 ] |
| 3    | 8:13.31 | Лі Бінцзє (CHN)           | 29 липня 2023   | Фукуока        | [ 43 ] |
| 4    | 8:13.59 | Аріарн Тітмус (AUS)       | 2 August 2022   | Бірмінгем      | [ 44 ] |
| 4    | 8:13.59 | Аріарн Тітмус (AUS)       | 29 липня 2023   | Фукуока        | [ 43 ] |
| 5    | 8:14.10 | Ребекка Едлінгтон (GBR)   | 16 серпня 2008  | Пекін          |        |
| 6    | 8:14.64 | Ван Цзяньцзяхе (CHN)      | 30 березня 2019 | Циндао         |        |
| 7    | 8:14.99 | Сімона Квадарелла (ITA)   | 27 липня 2019   | Кванджу        |        |
| 8    | 8:15.11 | Лані Паллістер (AUS)      | 22 жовтня 2023  | Будапешт       | [ 45 ] |
| 9    | 8:15.54 | Язмін Карлін (GBR)        | 21 серпня 2014  | Берлін         |        |
| 10   | 8:15.92 | Лотте Фрійс (DEN)         | 1 серпня 2009   | Рим            |        |
| 11   | 8:16.22 | Дженет Еванс (USA)        | 20 серпня 1989  | Токіо          |        |
| 12   | 8:16.33 | Леа Сміт (USA)            | 10 квітня 2019  | Richmond       |        |
| 13   | 8:16.37 | Богларка Капаш (HUN)      | 12 серпня 2016  | Ріо-де-Жанейро |        |
| 14   | 8:16.43 | Сара Келер (GER)          | 27 липня 2019   | Кванджу        |        |
| 15   | 8:16.66 | Джоенн Джексон (GBR)      | 1 серпня 2009   | Рим            |        |
| 16   | 8:16.70 | Камелія Аліна Потек (ROU) | 22 квітня 2009  | Монпельє       |        |
| 17   | 8:16.79 | Кіа Мелвертон (AUS)       | 2 серпня 2022   | Бірмінгем      | [ 44 ] |
| 18   | 8:17.05 | Кейті Ґраймс (USA)        | 29 липня 2021   | Токіо          | [ 46 ] |
| 19   | 8:17.21 | Алессія Філіппі (ITA)     | 1 серпня 2009   | Рим            |        |
| 20   | 8:17.53 | Ізабель Марі Ґозе (GER)   | 17 лютого 2024  | Доха           | [ 47 ] |
| 21   | 8:17.65 | Лорен Бойл (NZL)          | 8 серпня 2015   | Казань         |        |
| 22   | 8:18.00 | Еріка Фейрветер (NZL)     | 5 квітня 2023   | Окленд         | [ 48 ] |
| 23   | 8:18.14 | Джессіка Ешвуд (AUS)      | 5 червня 2016   | Санта-Клара    |        |
| 24   | 8:18.52 | Кейт Зіглер (USA)         | 31 березня 2007 | Мельбурн       |        |
| 25   | 8:18.55 | Мірея Бельмонте (ESP)     | 12 серпня 2016  | Ріо-де-Жанейро |        |

#### Нотатки
Нижче подано список інших часів, однакових або кращих за 8:18.55:
- Кейті Ледекі пропливла ще за 8:06.68 (2016), 8:07.07 (2023), 8:07.27 (2018), 8:07.39 (2015), 8:08.04 (2022), 8:08.87 (2023), 8:09.13 (2018), 8:09.27 (2022), 8:10.32 (2016), 8:10.70 (2019), 8:10.91 (2016), 8:11.00 (2014), 8:11.08 (2018), 8:11.21 (2015), 8:11.35 (2014), 8:11.50 (2017), 8:11.70 (2018), 8:11.83 (2022), 8:11.98 (2018), 8:12.03 (2022), 8:12.57 (2021), 8:12.68 (2017), 8:12.81 (2021), 8:12.86 (2016), 8:13.02 (2015), 8:13.06 (2022), 8:13.20 (2016), 8:13.25 (2015), 8:13.56 (2023), 8:13.58 (2019), 8:13.64 (2021), 8:13.86 (2013), 8:13.90 (2022), 8:14.07 (2023), 8:14.24 (2019), 8:14.40 (2018), 8:14.48 (2021), 8:14.59 (2019), 8:14.62 (2021), 8:14.63 (2012), 8:14.70 (2023), 8:14.95 (2019), 8:15.29 (2015), 8:15.44 (2017), 8:15.60 (2023), 8:15.64 (2023), 8:15.67 (2021), 8:15.71 (2017), 8:15.91 (2023), 8:15.97 (2017), 8:16.18 (2014), 8:16.23 (2020), 8:16.39 (2021), 8:16.40 (2015), 8:16.61 (2021), 8:16.90 (2014), 8:17.12 (2024), 8:17.20 (2021), 8:17.29 (2023), 8:17.33 (2013), 8:17.42 (2019), 8:17.51 (2022), 8:17.92 (2021), 8:18.47 (2014).
- Аріарн Тітмус пропливла ще за 8:13.83 (2021), 8:15.57 (2021), 8:15.70 (2019), 8:15.88 (2023), 8:17.07 (2018), 8:17.87 (2024), 8:18.23 (2019).
- Лі Бінцзє пропливла ще за 8:15.46 (2017), 8:17.39 (2021).
- Язмін Карлін пропливла ще за 8:16.17 (2016), 8:18.11 (2014), 8:18.15 (2015), 8:18.36 (2014).
- Лотте Фрійс пропливла ще за 8:16.32 (2013), 8:17.16 (2013), 8:18.20 (2011).
- Сімона Квадарелла пропливла ще за 8:16.45 (2018), 8:16.46 (2023), 8:17.32 (2021), 8:17.44 (2024), 8:17.95 (2019), 8:18.35 (2021).
- Ребекка Едлінгтон пропливла ще за 8:16.81 (2009), 8:17.51 (2011), 8:17.90 (2009), 8:18.06 (2008), 8:18.54 (2012).
- Лані Паллістер пропливла ще за 8:16.82 (2023), 8:17.77 (2022).
- Леа Сміт пропливла ще за 8:17.10 (2019), 8:17.21 (2018), 8:17.22 (2017), 8:17.23 (2019), 8:17.52 (2022).
- Дженет Еванс пропливла ще за 8:17.12 (1988).
- Сара Келер пропливла ще за 8:17.33 (2021).
- Джоенн Джексон пропливла ще за 8:17.81 (2009).
- Ізабель Марі Ґозе пропливла ще за 8:17.95 (2023).
- Ван Цзяньцзяхе пропливла ще за 8:18.09 (2018), 8:18.55 (2018).
- Джессіка Ешвуд пропливла ще за 8:18.41 (2015), 8:18.42 (2016).

### Жінки на короткій воді
- Актуально станом на грудень 2023[49]

| Міс. | Час     | Плавчиня                               | Дата              | Місце        | Пос.   |
| ---- | ------- | -------------------------------------- | ----------------- | ------------ | ------ |
| 1    | 7:57.42 | Кейті Ледекі (USA)                     | 5 листопада 2022  | Індіанаполіс | [ 50 ] |
| 2    | 7:59.34 | Мірея Бельмонте (ESP)                  | 10 серпня 2013    | Берлін       |        |
| 3    | 7:59.44 | Ван Цзяньцзяхе (CHN)                   | 6 жовтня 2018     | Будапешт     |        |
| 4    | 8:01.06 | Камій Мюффа (FRA)                      | 16 листопада 2012 | Анже         |        |
| 5    | 8:01.22 | Лорен Бойл (NZL)                       | 7 серпня 2013     | Нідерланди   |        |
| 6    | 8:02.09 | Лі Бінцзє (CHN)                        | 29 жовтня 2022    | Пекін        | [ 51 ] |
| 7    | 8:04.07 | Лані Паллістер (AUS)                   | 14 грудня 2022    | Мельбурн     | [ 52 ] |
| 8    | 8:04.53 | Алессія Філіппі (ITA)                  | 12 грудня 2008    | Рієка        |        |
| 9    | 8:04.61 | Лотте Фрійс (DEN)                      | 14 листопада 2009 | Берлін       |        |
| 10   | 8:04.65 | Кирпичникова Анастасія Дмитрівна (RUS) | 3 листопада 2021  | Казань       | [ 53 ] |
| 11   | 8:05.32 | Коралі Балмі (FRA)                     | 12 грудня 2008    | Рієка        |        |
| 12   | 8:07.12 | Саммер Макінтош (CAN)                  | 5 листопада 2022  | Індіанаполіс | [ 50 ] |
| 13   | 8:07.67 | Леа Сміт (USA)                         | 7 грудня 2016     | Віндзор      |        |
| 14   | 8:07.99 | Сімона Квадарелла (ITA)                | 18 грудня 2021    | Абу-Дабі     | [ 54 ] |
| 15   | 8:08.00 | Кейт Зіглер (USA)                      | 14 жовтня 2007    | Німеччина    |        |
| 16   | 8:08.02 | Крістел Кобріх (CHI)                   | 14 листопада 2009 | Берлін       |        |
| 16   | 8:08.02 | Сара Келер (GER)                       | 14 листопада 2019 | Берлін       |        |
| 18   | 8:08.16 | Язмін Карлін (GBR)                     | 4 грудня 2014     | Доха         |        |
| 19   | 8:08.17 | Шарон ван Раувендал (NED)              | 4 грудня 2014     | Доха         |        |
| 20   | 8:08.25 | Ребекка Едлінгтон (GBR)                | 10 квітня 2008    | Манчестер    |        |
| 21   | 8:08.26 | Ізабель Марі Ґозе (GER)                | 18 грудня 2021    | Абу-Дабі     | [ 54 ] |
| 22   | 8:08.41 | Катінка Хоссу (HUN)                    | 24 жовтня 2014    | Китай        |        |
| 23   | 8:10.41 | Еріка Фейрветер (NZL)                  | 14 грудня 2022    | Мельбурн     | [ 52 ] |
| 24   | 8:11.13 | Богларка Капаш (HUN)                   | 14 грудня 2017    | Гернінг      |        |
| 25   | 8:11.25 | Лор Маноду (FRA)                       | 9 грудня 2005     | Італія       |        |

#### Нотатки
Нижче подано список інших часів, однакових або кращих за 8:11.25:
- Кейті Ледекі пропливла ще за 8:00.58† (2022).
- Мірея Бельмонте пропливла ще за 8:01.43 (2013), 8:03.41 (2014), 8:04.88 (2014), 8:05.18 (2013), 8:07.10 (2017), 8:07.47 (2017), 8:07.59 (2013), 8:07.90 (2013), 8:08.40 (2013), 8:08.57 (2014), 8:10.61 (2014), 8:10.88 (2014), 8:11.19 (2013).
- Лорен Бойл пропливла ще за 8:02.53 (2013), 8:06.15 (2013), 8:08.62 (2012), 8:10.47 (2013), 8:10.80 (2013).
- Лі Бінцзє пропливла ще за 8:02.90 (2021), 8:09.81 (2018), 8:10.08 (2021).
- Ван Цзяньцзяхе пропливла ще за 8:03.86 (2018), 8:04.35 (2018), 8:07.59 (2018).
- Лотте Фрійс пропливла ще за 8:04.77 (2011), 8:07.53 (2011), 8:07.94 (2009), 8:08.02 (2009), 8:08.68 (2013), 8:09.84 (2013), 8:09.91 (2008), 8:10.24 (2012), 8:10.40 (2013), 8:10.99 (2012).
- Кирпичникова Анастасія Дмитрівна пропливла ще за 8:06.44 (2021), 8:08.44 (2021), 8:08.48 (2023), 8:10.62 (2019).
- Лані Паллістер пропливла ще за 8:07.37 (2022), 8:10.12 (2020), 8:10.50 (2020).
- Сімона Квадарелла пропливла ще за 8:08.03 (2018), 8:10.30 (2019), 8:10.54 (2021).
- Сара Келер пропливла ще за 8:08.39 (2019), 8:10.54 (2018), 8:10.65 (2017).
- Леа Сміт пропливла ще за 8:08.75 (2018), 8:10.03 (2015), 8:10.17 (2016).
- Крістел Кобріх пропливла ще за 8:09.25 (2009).
- Катінка Хоссу пропливла ще за 8:09.27 (2014), 8:09.36 (2014).
- Кейт Зіглер пропливла ще за 8:09.68 (2007).
- Ізабель Марі Ґозе пропливла ще за 8:10.60 (2021).
- Язмін Карлін пропливла ще за 8:11.01 (2015).